# Apoldu de Jos, Sibiu
Apoldu de Jos, mai demult Apoldul Mic, Apoldul din Jos, Polda Mică (în dialectul săsesc Klipult, Niederspold, în germană Kleinpold, Klein-Pold, Klein-Apolden, în maghiară Kisapold) este satul de reședință al comunei cu același nume din județul Sibiu, Transilvania, România. Se află în partea de vest a județului.

## Atestare documentară
27 octombrie 1288, într-un act dat în Brașov de către regele Ungariei, Ladislau al IV-lea Cumanul (1272-1290), prin care restituie episcopiei Transilvaniei dijmele din comitatul Ugocea. În acest act, Paul - parohul decan de Apold, canonic de Alba - trebuia să depună mărturie împotriva comitelui de Ugocea, Kopoz, care uzurpase dijmele episcopale din comitat fără niciun drept. În 1289, regele emite un act prin care se retituie unele moșii episcopiei Transilvaniei. Actul este redactat la Apoldya Inferior la 1 septembrie 1289. În 1291 apare în documente "Opold superiori" cu ocazia vânzării unui pământ. În 1292, primul greav al Apoldului de Jos este Arnold d'Apoldia - comitele obștii ce deținea moșia Sîngătin ca danie. Soția lui dăruiește moșia Sîngătin (Ernyed) fiicei și ginerelui lor Cristian - fiul lui Ludweg. Dania a fost confirmată și întărită de regele Ungariei, Andrei al II-lea, la 21 iunie 1292.
Din acest moment, evoluția celor două localități este complet diferită: Sîngătinul este cuprins în comitatul Alba Inferioară - membrii obștii devenind aserviți stăpânului moșiei, situație desprinsă timp de secole până la 1848. Obștea sătească din Apoldu de Jos s-a transformat în timp într-o comunitate de oameni liberi, comunitate exclusivistă care n-a mai permis niciunui membru să se poarte după obiceiul nobililor.

## Date geologice
Pe teritoriul acestei localități se găsesc izvoare sărate.
Comuna Apoldu de Jos este așezată la marginea de sud a Podișului Transilvaniei, la limita sud-estică a Podișului Secașului formând o zonă geografică distinctă cunoscută sub numele de Depresiunea Apold-Miercurea de la poalele Munților Cibinului și străbătută de pârâul Secaș. Această zonă deluroasă situată în vestul județului este drenată de râul Secaș, fiind cunoscută prin viile și livezile sale.
Comuna Apoldu de Jos are în componență localitățile:
Apoldu de Jos - reședința comunei
Sîngătin - situată la 7 km de Apoldu de Jos 
Suprafața comunei: 4883 ha
Poziția în teren a localității: 
Localitatea Apoldu de Jos este încadrată în rețeaua așezărilor de pe Valea Secașului, care sunt situate la interdistanțe cuprinse între 4 și 7 km, legate între ele prin drumuri comunale sau județene. Localitățile cu care se învecinează comuna Apoldu de Jos se gasesc la următoarele distanțe: Amnaș (est) 7 km; Aciliu (sud-est) 4 km; Apoldu de Sus (sud) 4 km; Miercurea Sibiului (vest) 4 km; Sîngătin (nord) 5 km; Ludoș (nord-est) 7 km.
Raportată la localitățile Sibiu și Alba Iulia, legate prin DNE 15A, Apoldu de Jos este așezată la jumătatea distanței: cca 40 km de fiecare. Această dispunere a satelor a creat, în vechime, o zonă de polarizare în jurul localității Miercurea, zonă formată din satele Apoldu de Jos, Apoldu de Sus, Poiana, Jina, Dobârca, Ludoș, Gusu (județul Sibiu), Doștat, Cunța, Spring, Gârbova (județul Alba). Miercurea s-a impus de-a lungul istoriei ca centru sau subcentru administrativ (scaun sau plasă), datorită poziției mediane față de zona numită Mărginime și satele agricole din Valea Secașului. 
Ca urmare, în Evul Mediu, localitatea a primit unele privilegii, dintre care amintim aici dreptul de a ține târg săptămânal. O astfel de dispunere a satelor reprezintă o veritabilă unitate geografică și culturală, cu caracteristici economico-sociale proprii, determinate de condițiile istorice comune, care și-au lăsat adânc amprenta asupra modului de viață, asupra culturii materiale și spirituale. comparând aceste localități cu altele, din alte zone, putem spune că ele sunt rodul unei psihologii speciale în centrul căreia stă sentimentul solidarității și a perenității. Din acest punct de vedere, Apoldu de Jos face parte dintr-o unitate geografică și etnoculturală care reprezintă o simbioză a zonei Mărginimii cu cea a Văilor Secașului și Sebeșului, preluând - din fiecare - elemente de conturare și afirmare a personalității sale.

### Clima
Localitatea are o climă continental-temperată, specifică zonei colinare în care se află.
La aceasta se pot adăuga și influențele vânturilor ce bat de pe pantele nordice ale Munților Cibinului și care determină diminuarea cantității de precipitații ce cad primăvara.
Temperatura medie anuală este cuprinsă între -8,7 °C și 8 °C. Precipitații bogate. Trecerea de la vară la iarnă se face brusc. Ceața este prezentă dimineața și seara, aproape pe toată durata toamnei și a iernii.

### Relieful
Situată în zona de depresiuni și culoare depresionare de la poalele Munților Cindrel, zona localității Apoldu de Jos formează o depresiune largă, numită Depresiunea Apold, după numele localității. Această zonă se caracterizează printr-o zonă de dealuri joase sub formă de gruiuri prelungi și suprafețe netezite, zonă care face trecerea de la dealurile sculptate pe formațiunile cristaline de la poalele Munților Cindrelului la Podișul Secașelor și lunca aluvionară a Secașului.

## Repere istorice
Urmele arheologice descoperite pe teritoriul Apoldului de Jos atestă un fapt de necontestat: oamenii paleoliticului, ocupându-se cu vânătoarea, pescuitul și o agricultură primitivă, au trăit în Depresiunea Apold-Miercurea. Bogatul material arheologic recoltat prin cercetări științifice sistematice și descoperiri fortuite au completat cunoașterea vieții umane pe aceste meleaguri, dărnicia naturii contribuind din plin la procesul de stabilizare a omului primitiv în acest ținut.
Creșterea demografică, diversificarea uneltelor și, de ce nu, multitudinea ocupațiilor sunt reflectate în înmulțirea așezărilor neolitice din zonă, așezări presupuse și reclamate de descoperirea a zeci de obiecte neolitice. Numai la Apoldu de Jos s-au descoperit două toporașe de mână din piatră șlefuită, unul găurit și altul negăurit, fusaiole și fragmente de ceramică din lut cenușiu.
Tabloul descoperirilor din depresiune garantează justețea ipotezelor care converg spre susținerea existenței unei așezări neolitice pe dealul "Huia" de la Apoldu de Sus și a unui cenușar neolitic pe dealul "Sub Potcă" de la Apoldu de Jos. Foarte multe obiecte s-au găsit la Miercurea și Apoldu de Sus, întreaga depresiune constituind un spațiu ideal pentru așezări omenești. În epoca bronzului se știe că așezările din zona Sibiului au aparținut orizontului cultural Coțofeni și, cele mai multe, culturii Wietenberg.
Descoperirile din zona Apoaldelor, din această epocă, constau în două verigi de lanț de aur și un lant compus din 18 verigi din aur, toate acestea fiind suficiente pentru a indica o locuire permanentă și o încadrare a culturii materiale și spirituale din localitate în aria culturală specifică epocii bronzului. Apropierea față de localitatea Tilișca ne întărește convingerea circulației și utilizării obiectelor de bronz în întreaga zonă.
Prin cucerirea Daciei de către romani, cetatea de la Tilișca a fost dărâmată, așezările rurale continuându-și existența în condițiile impuse de stăpânirea romană. Din această perioadă dateaza un medalion funerar descoperit la Apoldu de Sus, ce dovedește continuitatea dacică; medalionul prezintă într-o nișă, în formă de scoică, o familie compusă din bărbat și femeie (în registrul de sus) și patru copii (doi băieți și două fete), în registrul de jos. Femeia, îmbrăcată în tunică și manta, poartă pe umeri două fibule (agrafe) în formă de lingură și în urechi cercei de formă tronconică. Acest tip de fibulă este caracteristic tradiției dacice. De asemenea, prezența unor urme romane și a unui vicus de la Apoldu de Jos (între Apoldu de Jos și Apoldu de Sus) este semnalată de multă vreme: aici s-a întâlnit zidărie cu mortar, ceramică provincială, un tezaur monetar, o necropolă de incinerație, inscripții etc. Se presupune existența pe vremea romanilor, pe aceste locuri, a unui post militar (castru) supravegheat de soldați ai Legiunii a XIII-a GEMINA (cu sediul în Alba Iulia - Apulum), unul dintre ostași fiind îngropat aici.
Așa se poate explica enigma toponimicului Roștat - dealul care străjuieste ca un bastion valea în care este așezată localitatea romană, pe drumul roman ce lega Apulum de CEDONIA. Pe acest deal au construit romanii castrul ale cărui urme mai erau vizibile în sec. XII, când sașii colonizatori au dat numele dealului după culoarea resturilor construcțiilor militare romane. Și astăzi se mai pot vedea urme romane la poalele dealului, la numai 22 de metri de gardul ultimei locuințe, sau în partea estica a dealului, la locul numit "Peste pârâu". Este posibil ca această așezare să fi fost un "castru", o fortăreață, destinat trupelor auxiliare cu un efectiv de cca. 500 de militari.
Dealul Roștat a putut fi locul unui castru de formă pătrată, orientat est-vest, cu patru porți orientate spre cele patru puncte cardinale, cu ziduri sprijinite din interior de un val de pământ, iar, în interior, clădirile ce adăposteau trupele, magaziile de provizie și atelierele. Urmele unei așezări rurale mici, compuse din locuințele și proprietățile funciare ale numeroșilor veterani, coloniștilor și dacilor autohtoni, cât și vile rustice, sunt multiple; aici s-au descoperit diverse cărămizi, țigle și olane de acoperiș, piese de mozaic de mai multe mărimi (în 1967, cu ocazia săpării fundației la noul sediu al C.A.P.-ului), tuburi pentru apeducte (foarte multe si variate topologic). Concluziile cercetătorilor, în baza studiilor efectuate, a fost că așezarea era locuită de o populație daco-romană, în lipsa ștampilelor pe materiale putându-se deduce că acestea erau romane, confecționate de daci. Dacii erau zilieri sau proprietari de pământuri cu fertilitate redusă, veteranii și coloniștii romani fiind proprietarii terenurilor mănoase. În 1968, cu ocazia unor desfundări viticole din grădina de legume a C.A.P.-ului, a ieșit la iveală, pe o porțiune de 80m, drumul roman, destul de bine conservat, de formă trapezoidală, cu baza inferioară de 8m, iar baza superioară (nivelul de călcare) variind între 5-6m, înălțimea pietrișului fiind de 1,4m. Drumul era paralel cu actualul curs al văii Apoldului. "Calea lui Traian" șerpuia pe malul stâng al Secașului, fiind atestat arheologic in apropierea stației CFR Miercurea, apoi la Cunța, în stația CFR Cut, la Răhău și în zona așezării daco-romane de la Podul Pricopului (Sebeș), apoi la Apulum (Alba Iulia).
Nu trebuie omisă nici descoperirea tezaurului monetar format din 206 monede (denari romani) din 1919, făcută la Apoldu de Jos. Monedele, datând din timpul împăratului Septimius Severus (195-208) și până la împăratul Gordianus, au fost preluate de P. Harsany și duse la Budapesta, pentru identificare.

## Religie

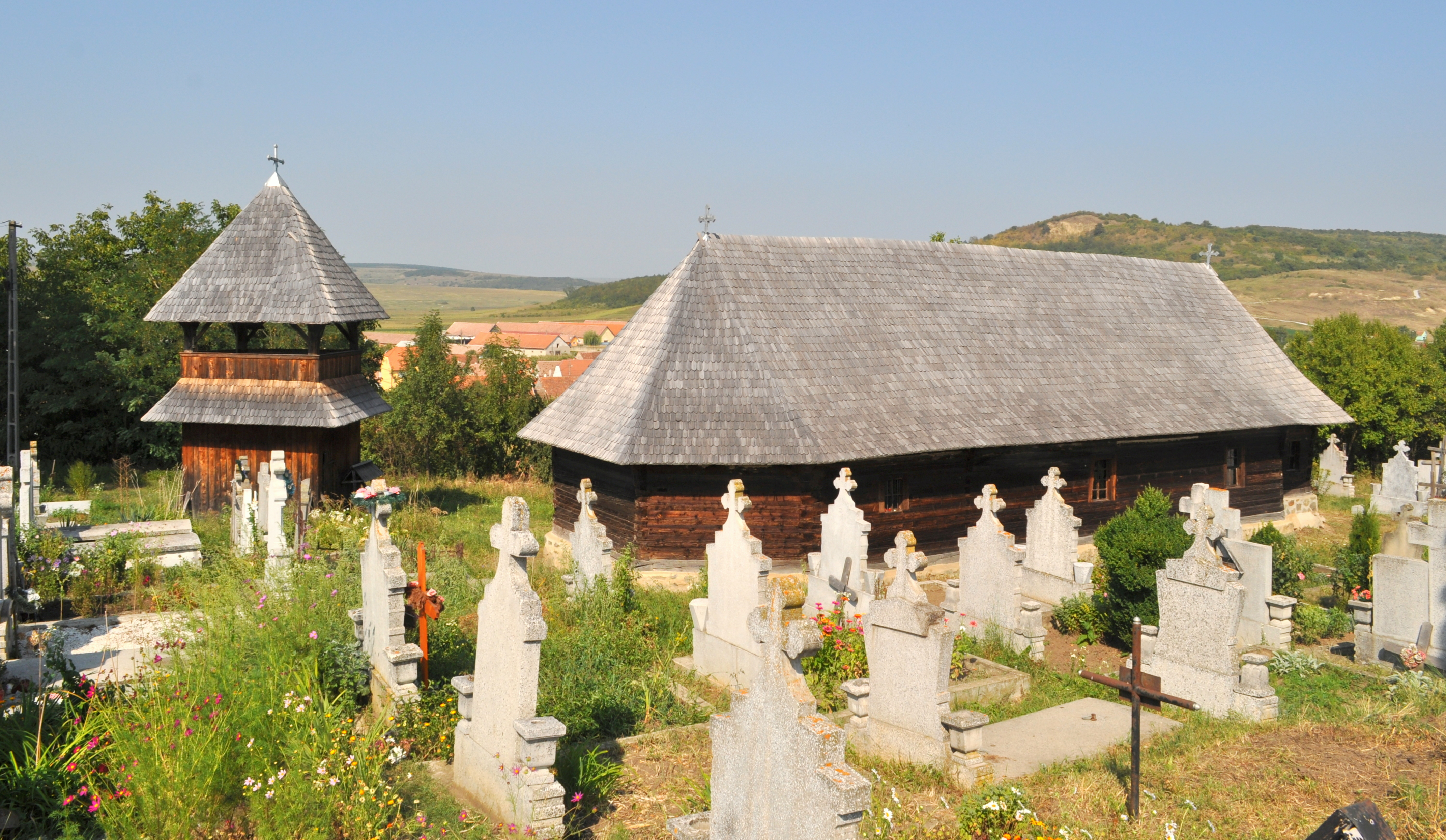
Biserica de lemn „Sfântul Ioan Evanghelistul”

Biserica "Buna Vestire" se găsește în incinta cimitirului. Acesta se afla amplasat pe un deal în sudul comunei Apoldu de Jos. Biserica a fost construită la începutul secolului al XIX-lea din contribuția credinciosilor. În 1818 au fost pictate altarul, arcada din fața altarului, cei patru evanghelisti și câțiva sfinți reprezentați prin medalioane de pânză.Are formă de cruce, având pronaos, naos și altar, fiecare cu o cupola proprie, rezemându-se pe arcade solide.
S-au facut unele reparații și lucrări de întreținere în anii 1961 (la interior) și 1967 (exterior). Dintre preoții slujitori se pot aminti încă de la 1813: Nicolae Orăștean, Moise al lui Tudor Lazăr, Moise Topârcean, Ioan Orăștean etc.
Între anii 1998-2001 biserica a primit o pictură nouă, în frescă, de 600 m2, iar 100 m2 au fost restaurați.
Biserica "Sf. Ioan Evanghelistul", biserică de lemn, monument istoric, se află în același cimitir cu Biserica "Buna vestire". Se presupune ca ar data din timpul lui Mihai Viteazul și ar fi fost construită la Ocna Sibiului și
adusă în Apoldu de Jos în anul 1770 de către credincioși, într-o noapte, cu carele trase de boi, pe un drum de hotar.

## Educatie
Școala Apoldu de Jos a fost atestată documentar în Conscripția episcopului Athanasie Rednic din 1765. Localul școlii este compus din trei corpuri de clădire, dintre care cel mai vechi datează din 1886.
Școala din Sîngătin este la fel de veche, deși nu sunt date certe decât pentru localul în care funcționează astăzi școala, construit în 1850. Școala din Sîngătin a functionat cu două cicluri de învățământ, gimnazial și primar, pană în 1975. Astăzi, populația școlară este puțin numeroasă, 7-15 elevi care învață în clase simultane și 15-17 preșcolari.
Grădinița Apoldu de Jos a fost înființată în anul 1925. A funcționat în case particulare, în localul școlii și la Căminul cultural, astăzi funcționează în localul din curtea Primăriei, construit în 1964.
Primele date statistice referitoare la efectivele școlare din localitate se referă la anul școlar 1919-1920, când frecventau școala un număr de 268 de elevi, pregătiți de trei învățători și trei profesori. Numărul de elevi a crescut constant, astfel încât în anul școlar 1948-1949 frecventau școala un număr de 268 de elevi, pregătiți de opt învățători și doisprezece profesori. După colectivizare, un mare număr de lociutori sau stabilit în mediul urban, determinând scăderea populației școlare. În 1989-1990 numărul de elevi era de 190, astăzi numărul elevilor care frecventează cursurile este de 145 în cele două unități, Școala cu clasele I-VIII Apoldu de Jos și Școala cu clasele I-IV Sîngătin.
Printre numeroșii dascăli de excepție care au funcționat în școală se numără cățiva fii ai satului, dintre care amintim: Rădoi Ioan, Rădoi Ana, Teușan Valer, Teușan Maria, Țurcaș Anton, Țurcaș Minerva, Preda Dumitru, Preda Maria, Câmpineanu Ioan, Câmpineanu Elisabeta, Chirca Maria, Albu Ioan, Sas Maria.

## Obiectiv memorial
Monumentul Eroilor Români din Primul Război Mondial. Construit din inițiativa sătenilor și situat în cimitirul din localitate, monumentul a fost dezvelit în anul 1938, în memoria eroilor români căzuți pe câmpul de luptă în Primul Război Mondial. Obeliscul se compune dintr-un soclu de 4 x 4 x 0.5 m, fiind dispus în 2 trepte, și o coloană piramidală cu baza de 1 mp si înălțimea de 10 m. Executat din mozaic de piatră. Lipsește vulturul din bronz cu aripile deschise, aflat inițial în vârful obeliscului. Pe o față are un altorelief ce reprezintă un soldat stegar – „1 decembrie 1918“. Se păstrează, în unele părți indescifrabil, textul: „Cinste... vouă jertfe ale datoriei cu jertfa sângelui vostru ați pecetluit pe veci unirea neamului. Eroii în veci nu mor. Jertfa voastră ne va fi mereu un indiciu spre sacrificiu pentru patrie, neam și rege“. „Acest monument a fost ridicat de fiii comunei în anul 1938 sub glorioasa domnie a M.S. regele Carol al II-lea“. Urmează numele a 67 de eroi.

## Portul popular
Această zonă este interesantă din punct de vedere al costumului popular, prin caracterul arhaic l unor piese de port, ca învălitoarea sau țundra și având câteva note proprii, cum ar fi țesătura pânzei albe învrâstată în distanță și cu dungi roșii.

### Costumul femeiesc
În trecut, femeile își acopereau capul cu "învălitoare" - o legătură impunătoare și complicată asemănătoare cu velitoarea din zona vecină, Mărginimea. Broboada se confecționa din pânză albă de cusut pe margini cu motive geometrice. În unele localități, ciurelul poartă numele de sâliuță (Topârcea). Modul de legare a cârpei diferă de la sat la sat. După 1920, locul ei este luat de cârpa de păr cumpărată din boldă și cea neagră de ibrișin, cu ciucuri, de influență mărgineană.
În zona localității Apoldu de Jos, ia este confecționată din pânză țesută în casă, care din loc în loc are dungile roșii. Mânecile pornesc din guler și se termină cu "fodori împodoghiți cu cipcă", iar gura iei este așezată lateral. Ornamentația cămășii este plasată este plasată în două câmpuri principale: la guler și pe mâneci. Cromatica este sobră, preferința pentru culorile negru și roșu fiind evidentă. În ansamblu, ia din zona Ocna-Miercurea se impune printr-o se impune printr-o eleganță sobră, sporită de liniile clare ale ornamentației.
Pieptarul, lucrat în piele albă este deschis în față, de tip poienăresc. Ornamentațiile sunt executate cu lânică și mătase colorată. Negrul domină în cusăturile dispuse în special pe piept.
Poalele, lucrate din pânză albă, învrâstată din loc în loc, sunt lungi până aproape de glezne. Ele sunt acoperite în față cu o cătrință "vânătă" numită șurț, iar în spate cu una roșie. Șurțul este țesut din lână neagră ori albastră, în patru ițe cu "ochișori". Cele două foi sunt cusute între ele printr-o cheiță. În partea de jos, șurțul are o vargă cusută cu mătase colorată, ori aleasă în război. Marginea de jos se termină se cu ciucuri a căror lungime variază între 6–10 cm.
Cătrința avea fondul negru, ornamentația constând în dungi orizontale de culoare roșie, verde sau vânătă. Marginea cătrinței era împodobită cu ciucuri colorați, asemănători cu o dantelă. Datorită numărului mare, dominant, de vărgi roșii, cătrința este cunoscută sub numele de "cătrință roșie". În ultima vreme, a fost definitiv scoasă din uz, folosită fiind doar în spectacolele folclorice pentru sublinierea specificului local. Mijlocul, femeile și-l înfășoară cu cingătoare tricolor, țesută în război, lată de cca 8–10 cm. Iarna, femeile îmbracă cojoace muierești, lungi până către genunchi, confecționate din piei de oaie. Partea decorativă, realizată sub formă de "flori de cojoc" este plasată pe părțile expuse vederii: în față pe cei doi piepți și pe clinii dispuși lateral.
Cojoacele se poartă întotdeauna cu cârpe groase de lână. Pe vreme friguroasă sau ploioasă, femeile poartă țundre lungi până sub genunchi, lucrate din pănură neagră, având o croială arhaică. Încălțămintea caracteristică zonei este alcătuită din papuci cu tureac înalt, lucrați la comandă.

### Costumul bărbătesc
Bărbații poartă pălărie de pâslă neagră, asemănătoare cu a mărginenilor. Deosebirea constă doar într-o panglică cu două dungulițe albe care înfășoară calota pălăriei la bază. Iarna se poartă căciulă neagră, de formă țuguiată, confecționată din blană de miel.
Cămașa lucrată din pânză albă, învrâstată cu dungulițe roșii sau albastre, este lungă până aproape de genunchi. Mânecile largi au mărginile de jos împodobite cu cusături geometrice și lucrate mai mult în negru. Peste cămașă se îmbracă pieptarul de tip "poienăresc" încheiat subsuoară, confecționat din piele albă și ornament în special pe piept și în jurul "gurii". Pe timp rece, pe deasupra se poartă cojoace de piele sau țundre, asemănătoare cu cele ale femeilor. Mijlocul și-l încing cu "șerpare" împodobite cu ornamente din piele aplicată sau realizate prin presare.
Vara, bărbații poartă cioareci de pânză, strânși pe picior, fără niciun fel de ornamentație. Iarna îmbracă cioareci lucrați din țesătură din pănură albă având croiala clasică a cioarecilor românești. Opincile, reprezentând încălțămintea veche, au fost înlocuite în totalitate cu bocanci.

## Personalități - Fii ai satului

### Ilie BEU
1864, Apoldu de Jos - 1947, Sibiu
medic și publicist
Studiile universitare: la Viena și Graz. 
Doctor în medicină la 1 martie 1890, la Universitatea din Graz. De la 1 august 1891 până la 30 octombrie 1893 a fost medic pentru pretura Săliște, iar de la 1 mai 1894 a fost medic al Seminarului arhidiecezan din Sibiu. Membru al ASTRA, colaborator la prima enciclopedie românească, apărută în 1898, 1900, 1904, cunoscută sub numele de Enciclopedia Diaconovici, apărută sub auspiciile Asociațiunii ASTRA. 
Opera: Igiena școlară, Sibiu, 1904; Cărticica sănătății, 1905.

### Ioan BEJU
1906, Apoldu de Jos - 1994, Sibiu
preot, istoric
Studii: Liceul Georghe Lazăr Sibiu; Facultatea de Teologie Cernăuți, Seminarul pedagogic universitar Cernăuți, Facultatea de Litere - Filozofie Universitatea Cluj - Sibiu; cursuri speciale de biblioteconomie și muzeografie. 
Profesor de religie în Gheorghieni și în Sibiu la liceele Domnița Ileana, Comercial, Gheorghe Lazăr, bibliotecar șef și director la Biblioteca Mitropolitană Sibiu, secretar al Despărțământului ASTRA Sibiu (1938-1944), director al Căminelor Culturale din Sibiu.
A fost închis, fiind deținut politic între anii 1952-1953, la Canalul Dunăre - Marea Neagră. 
Preot (1933), protopop (1965), iconom stavrofor (1968).

### Nicolae DAMIAN
16.10.1939, Sîngătin
medic și scriitor
Liceul îl termină în 1956, la București. Între 1956-1962 și-a făcut studiile de medicină, în specialitatea psihiatrie. Din 1956 a fost asistent la Institutul medico-farmaceutic. A debutat cu nuvelistică în Gazeta Literară în 1967.
Opera: Diminețile bătrâne, 1969; Fete și băieți, 1971; Pribegi, noi visăm, 1973; Vara, 1976; Macul Galben, 1980; Cu drag, pentru Monica, 1991.

## Toponimia localității Apoldu de Jos
O primă ipoteză asupra rădăcinii "Pold" sau "Apold" ar fi că reprezintă un nume de persoană "Appold" provenită din Adelbald din Germania (întâlnit și astăzi ca nume de familie și de localitate). În 1313 apare și o localitate Oppoldishusen, ai cărei locuitori sunt fugiți în Ungaria, iar mănăstirea Engeltaj (Wetterau, Hessa - Germania) cumpără cu 8 mărci opt iugăre și jumătate de pământ din averea celor fugiți. Posibil ca numele localității să fi derivat de la numele persoanei (greavului) care a întemeiat-o.
O a doua ipoteză care încearcă să explice existența mai multor localități cu același nume este că ar fi existat cel puțin doi conducători de grup de coloniști, viitori greavi - care ar fi purtat numele de Apold, unul întemeind localitatea Trapold - din județul Mureș - iar altul care a întemeiat una din localitățile din județul Sibiu, cealaltă luând naștere prin diviziune (Apoldu de Jos și Apoldu de Sus). Se știe că, dacă un stăpân de sat avea mai mulți fii, aceștia părăseau satul tatălui și împreună cu alte familii tinere fondau noi așezări în ținuturi nelocuite sau chiar pe teritoriul satului părintesc.
O a treia ipoteză este cea prin care Gustav Kisch, în 1924, afirmă că "Apold" ar fi un cuvânt derivat din slavul "poljie" (polje) - "câmp" - adică locul așezării față de munte, spre câmpie; situația este destul de veridică, având în vedere amplasamentul celor două sate (Apoldu de Jos și Apoldu de Sus) la poalele munților Cibin, care coboară aici brusc într-o zonă de dealuri netede.
Denumirea satelor din componența comunei
Apoldu de Jos (Apoldul Mic), ung. Kisapold, germ. Kleinapold
1288 Apold
1289 Apoldya Inferior
1308-1310 Apoldia Inferior
1309 Apoldia, Apoldya
1383 Appoldia
1488 Apodt
1508 Apoldt, Apold Inferior
1532 Nzders polt
1733 Kis-Apold
1839 Apoldia Minor
1850 Apoldu Miku
1854 Kis-apold, Kleinpoldu, Apoldu Mic
Sîngătin, ung, Kisenyed, germ. Kleinenyed
1293 terra Enud
1302 Enudin
1317-1320 ecclesia de Engudino
1330 Enyedium
1332 sacerdos de Eneudio, de Enedyno
1334 de Enydino
1337 de Enyetino
1343 Enyd
1345 Enyeud
1370 poss. Kysenged
1397 quarte in Enyedino minori
1431 Kyseneg
1510 Kysenyed
1575 Enyedinum
1733 K<is>Enyed
1760-1762 Kis Enyed
1805 Kis Enyed seu Szingetyin
1808 Szingetin vel Szingetin
1854 Kis Enyed, Klein Enyed, Sîngătin

## Imagini

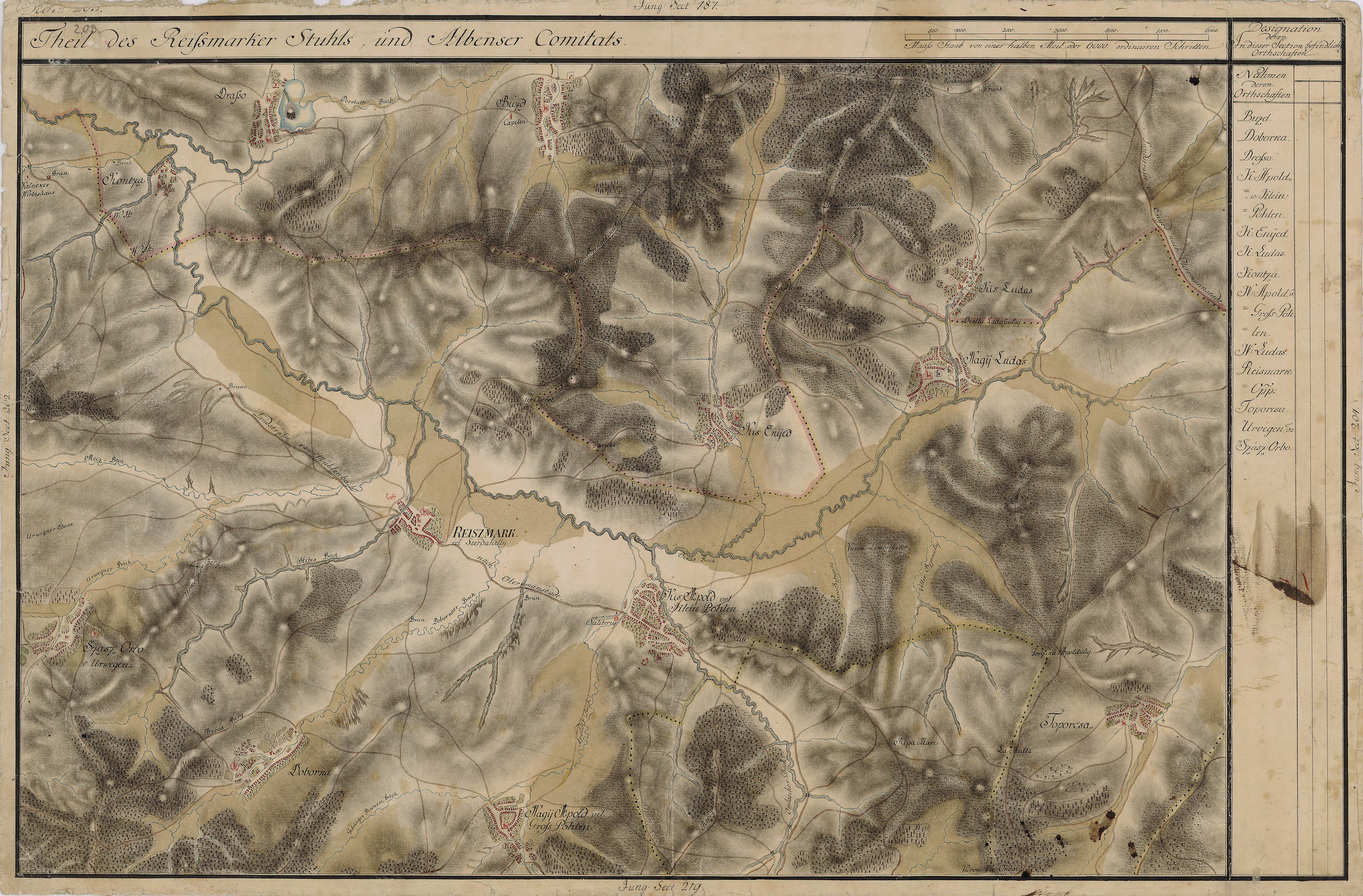
Apoldu De Jos în Harta Iosefină a Transilvaniei, 1769-1773